# Niederdonven
Niederdonven (luxembourgeois: Nidderdonwen) est une section de la commune luxembourgeoise de Flaxweiler située dans le canton de Grevenmacher.